# Barry Barish
Barry Clark Barish (ur. 27 stycznia 1936 w Omaha) – amerykański fizyk doświadczalny.
Wraz z Kipem Thorne’em i Rainerem Weissem laureat Nagrody Nobla w dziedzinie fizyki w 2017 roku za decydujący wkład w detektor LIGO i zaobserwowanie fal grawitacyjnych.
Członek m.in. American Academy of Arts and Sciences oraz amerykańskiej Narodowej Akademii Nauk, laureat m.in. Nagrody im. Enrica Fermiego z 2016 r.

## Biografia
Pochodzi z żydowskiej rodziny, której korzenie sięgają Polski. Barish wychowywał się w Los Angeles, dokąd przeprowadziła się jego rodzina z Omaha. Studia ukończył na Uniwersytecie Kalifornijskim w Berkeley, gdzie w 1962 roku uzyskał stopień doktora. W 1963 roku rozpoczął pracę na Kalifornijskim Instytucie Technologii (Caltech). Prywatnie Barry Barish jest żonaty i ma dwoje dzieci: córkę i syna.

## Praca naukowa
Barry Barish odegrał kluczową rolę w badaniach nad falami grawitacyjnymi, które są jedną z konsekwencji ogólnej teorii względności Alberta Einsteina. Fale grawitacyjne to zaburzenia w cztero-wymiarowej czasoprzestrzeni, które powstają w wyniku przyspieszania masywnych obiektów. Ze względu na ich niezwykle małe efekty, ich bezpośrednia detekcja była przez długi czas wyzwaniem technologicznym. W latach 70. XX wieku rozpoczęto prace nad budową detektora LIGO (Laser Interferometer Gravitational-Wave Observatory), którego celem było rejestrowanie tych subtelnych zjawisk. W 1994 roku Barry Barish dołączył do projektu i przejął wiodącą rolę w jego realizacji. Dzięki jego wkładowi technologicznemu oraz organizacyjnemu możliwe było dopracowanie detektora i rozwój infrastruktury potrzebnej do przeprowadzenia udanych pomiarów. W 2015 roku zespół naukowców, w tym Barish, dokonał przełomowego odkrycia, rejestrując fale grawitacyjne po raz pierwszy w historii. Odkrycie to nie tylko potwierdziło przewidywania Einsteina, ale również otworzyło nowy rozdział w badaniach kosmosu. Wkład Barry'ego Barisha w rozwój LIGO oraz w detekcję fal grawitacyjnych przyniósł mu światowe uznanie, w tym Nagrodę Nobla w dziedzinie fizyki w 2017 roku.